# Фонтан Дюшана

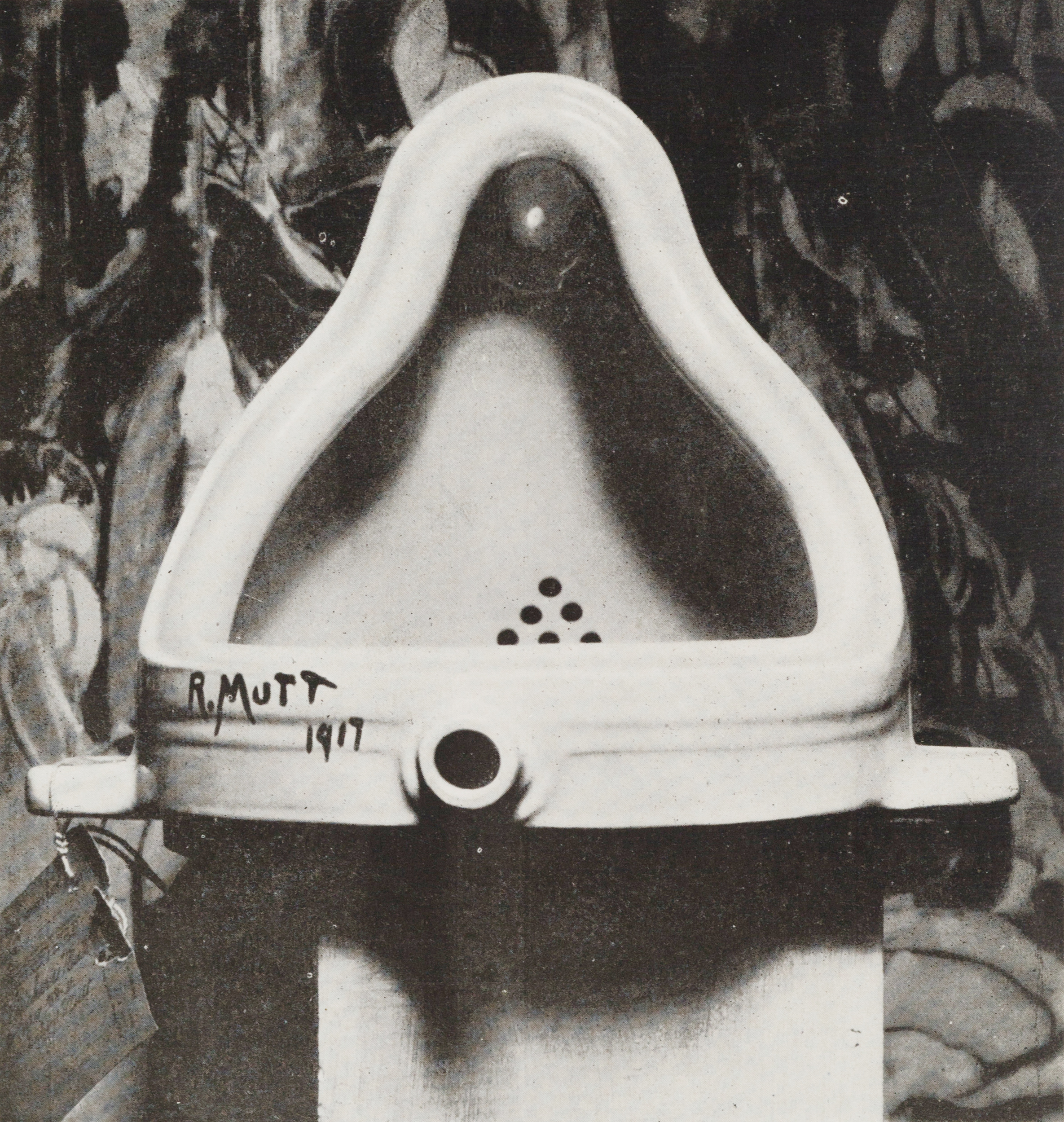
Фотографія оригіналу роботи Дюшана, зроблена Альфредом Стігліцем, як тло була обрана картина Гартлі Марсдена «Війни»

«Фонта́н» (англ. Fountain, фр. Fontaine) — найвідоміший реді-мейд, представлений Марселем Дюшаном в 1917 році, який є звичайним пісуаром з підписом "R.Mutt" (Р. М.). Дурень). Він був представлений як фонтан для виставки Товариства незалежних художників. Комітет офіційно відхилив твір Дюшана, попри те, що він сплатив внесок учасника. На показ роботу не виставили. «Фонтан» був сфотографований у студії Альфреда Стігліца. Фото опублікували в журналі The Blind Man, проте оригінал вважається втраченим. «Фонтан» має статус важливої віхи напряму мистецтва XX століття і визнаний британськими фахівцями найбільш впливовим твором своєї епохи. Відтоді в кількох музеях виставляються копії пісуара.

## Створення
Майже за два роки до створення «Фонтана» Марсель Дюшан прибув до США, де був залучений до фрондерського антихудожнього культурного руху «Дада» у Нью-Йорку. За однією з версій передбачається, що створення «Фонтана» почалося, коли Дюшан при супроводі художника Джозефа Стелла та колекціонера творів мистецтва Волтера Аренсберга придбав стандартну модель пісуара виробництва JL Mott Iron Works на п'ятій авеню 118. Дюшан приніс пісуар у свою студію, перевернув на 90 градусів, підписавши: «R. Mutt 1917». За іншою версією, в 1917 Дюшан відправив лист своїй сестрі, де вказував, що одна з його подруг під псевдонімом Річард Мутт подарувала йому фарфоровий пісуар як скульптуру. Дюшан ніколи не визнавав співавторства у створенні своєї роботи, проте дві людини називали себе співавторами: дадаїстка Фрейтаг-Лерінгховен та Аллен Нортон, який опублікував у журналі The Blind Man есе, присвячене «Фонтану» Дюшана.
Коли Дюшан входив до складу ради товариства незалежних художників, навколо «Фонтана» розгорілися гарячі суперечки, оскільки решта членів не знала, хто був автором «Фонтана». Через це вирішили не допускати твір до виставки. На знак протесту Дюшан пішов із ради.

Другий випуск журналу The Blind Man описував суперечки відомих дадаїстів (Беатріс Вуд, Вальтера Аренсберга) щодо того, чи можна вважати роботу Дюшана мистецтвом. Зокрема Беатріс відзначила таке:
Не має значення, зробив Містер Мутт (Дюшан) фонтан своїми руками чи ні. Він обрав саме його. Він узяв непримітний предмет побуту і розташував композиційно так, що з новою назвою і під новим кутом зору пропало його старе утилітарне призначення, сформувавши нове розуміння об'єкта.
Невдовзі після демонстрації «Фонтана» предмет зник. За припущенням біографа Дюшана Келвіка Томкінса, пісуар був викинутий як сміття.
Першу репродукцію «Фонтана» Дюшан зробив 1950 року, пізніше також у 1953 та 1963 роках. У 1964 інші художники презентували вісім фонтанів-пісуарів. Твори представлені в різних громадських фондах: Індіанському університеті в Блумінгтоні, музеї сучасного мистецтва Сан-Франциско, художньому музеї Філадельфії, національній галереї Канади, центрі Помпіду та Тейт Модерні. Всі вісім фаянсових експонатів були схожі на оригінальну порцеляну з чорним підписом.

Сам Дюшан у відповідь на те, що його твір став дуже популярним, через багато років відповів так:
Я жбурнув їм в обличчя полицю з пісуаром, і тепер вони захоплюються їхньою естетичною досконалістю.

## Передумова до створення
Початок XX століття вважається епохою радикальних змін традиційного поняття ідеалів та мистецтва. Так, широкої популярності набув імпресіонізм, утворено радикальніший рух — дадаїзм, суть якого полягала в запереченні традиційного поняття раціоналізму і логіки і послідовному руйнуванні будь-якої естетики. У Європі та Америці утворювалися нові спілки художників імпресіонізму та дадаїзму. Сам «фонтан» є видом тоді інноваційного реді-мейду. Вважалося, що найрадикальнішим викликом традиційного мистецтва став саме пісуар Дюшана, проте сам автор «Фонтана» не визнавав у своєму творі мистецтва, а навпаки глузував з мистецтва як такого і з його авангарду.

## Спадщина

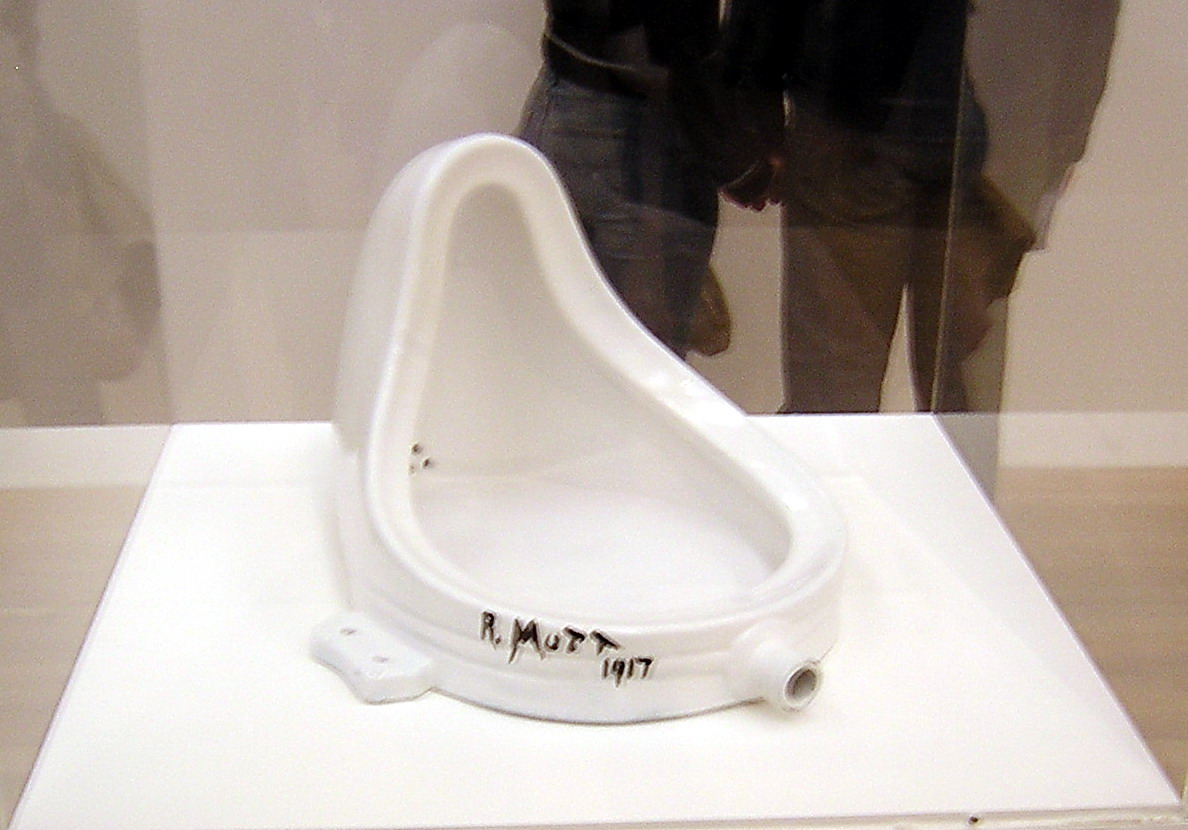
«Фонтан»: одна з восьми копій 1964 року, створена Артуром Шварцем на основі фотографії оригіналу. Тейт Модерн, Лондон

У грудні 2004 року в результаті опитування серед британських професіоналів з мистецтва робота Дюшана «Фонтан» була визнана найбільш впливовим твором XX століття, набравши 64 % голосів і випередивши тим самим картину Пікассо «Авіньйонські дівчата». Представники журналу The Independent відзначили у 2008 році, що Дюшан у такий спосіб винайшов концептуальне мистецтво і «назавжди розірвав традиційний зв'язок між працею художника та заслугами за роботу».
У листопаді 1999 року на аукціоні Сотбіс одна з восьми копій «Фонтана» 1964 року була продана за 1,7 мільйона доларів.

## Вплив

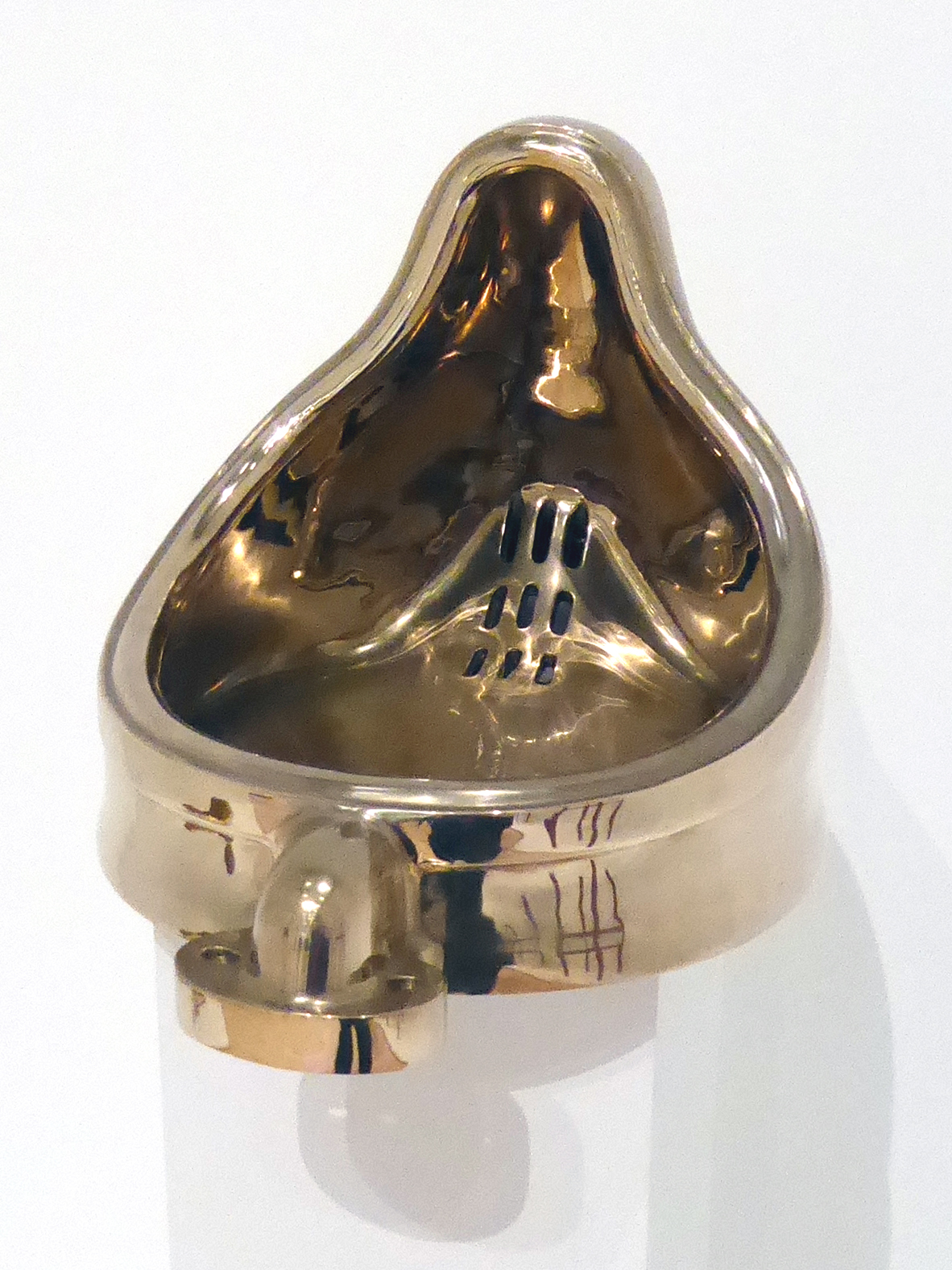
Бронзовий пісуар Sherrie Levine, 1996

- Бронзовий пісуар Sherrie Levine, 1996У листопаді 1991 року Авдій Тер-Оганьян надав можливість відвідувачам Галереї в Трьохпрудному провулку (Москва) помочитися в пісуар Дюшана, назвавши цей проєкт «Не фонтан».
- 1993 року Авдій Тер-Оганьян представив публіці в Галереї в Трипрудному провулку роботу «Проблеми реставрації творів сучасного мистецтва»[21]. Авторський коментар був таким: «Я уявив ситуацію, в якій „Фонтан“ Дюшана розбився. Як вчинять музейні працівники? Склеять старий або куплять новий. Думаю, вони вчинять найбезглуздішим чином — виготовлять копію. Адже справа не в конкретному предметі, а в ідеї. Дюшан навіть залишив інструкцію, щоб у музеях завжди виставляли звичайну нову модель за три монети — щоб уникнути перетворення „фонтана“ в ностальгічний антикваріат»[21].
- Південноафриканський артист Кенделл Гірс набув широкої популярності після того, як у 1993 році під час виставки у Венеції помочився у «Фонтан»[22]. Те саме зробив шведський артист Бйорн Кельдтофт в 1999 році на виставці сучасного мистецтва в Стокгольмі[23].
- У 2006 році 77-річний П'єр Піночеллі розбив молотком пісуар у Центрі Помпіду[24]. За його словами, таким чином він хотів «збільшити цінність пісуара». Суд у результаті засудив П'єра до тримісячного умовного строку та штрафу у розмірі 245 490 доларів[25][26].
- У 2020 році вийшов комедійний фільм «Готель „Белград“» від авторів кіновсесвіту «Кухні», сюжет якого будується навколо викрадення та пошкодження фонтана Дюшана[27].
- У фільмі «Про що говорять чоловіки» є відсилання до реді-мейду мистецтва.[28]
- Jean-Marc Rouvière: Au prisme du readymade, incises sur l'identité équivoque de l'objet préface de Philippe Sers et G. Litichevesky, Paris L'Harmattan 2023. ISBN 978-2-14-031710-1